# Síndrome de Mounier-Kuhn
El Síndrome de Mounier-Kuhn, también conocido como traqueobroncomegalia, es un defecto respiratorio congénito infrecuente el cual se caracteriza por la dilatación de la tráquea y los bronquios proximales debido a la atrofia (deterioracion) o ausencia completa de fibras elásticas y células del músculo liso.

## Signos y síntomas
La dilatación traqueobroncal característica de la condición provoca síntomas tales como irritación traqueobronquial, 
tos seca crónica, expectoración de esputos purulentos, alta prevalencia de infecciónes broncopulmonares, hemoptisis, ronquera progresiva, crepitaciones bronquiales, sibilancias, y acropaquias.
Las personas con casos leves generalmente tienen tos crónica con función pulmonar habitual.
Las personas con casos graves generalmente tienen neumopatias obstructivas, tales como bronquiectasias o un enfisema bulloso. La obstrucción de las vías aéreas puede provocar una deficiencia respiratoria crónica.
En algunos casos, este síndrome está asociado con trastornos del tejido conjuntivo hereditarios, tales como los Síndromes de Ehlers-Danlos, el Síndrome de Marfan, y el cutis laxa.

## Causas
La condición ocurre debido a la atrofia (deterioracion/degeneración) o ausencia completa de las fibras elásticas de la tráquea y los bronquios, lo cual lleva a que el músculo liso se deteriore también, y es este último dato el que lleva a la flácidez de la tráquea, que lleva como consecuencia a la dilatación de la misma.
La razón exacta por la que esto ocurre no es conocida. Se cree que la polución de aire y el humo de cigarro pueden agravar (pero no en si causar) los síntomas. La predisposición a sufrir de estos síntomas se cree estar sellada desde el nacimiento.

## Diagnóstico
El diagnóstico usualmente se hace con ayuda del uso de radiografías, tomografía computarizada, broncoscopia, y pruebas de función pulmonar. Con el uso de estos medios, se mide el diámetro de la tráquea, se hace usando como referencia que los límites son 3 cm para el diámetro transversal de la tráquea y 2.4 cm y 2.3 cm para los diámetros transversales de los bronquios principales derecho (2.4 cm) e izquierdo (2.3 cm), respectivamente.

## Tratamiento
El tratamiento generalmente se enfoca en liberar las vías respiratorias para evitar infecciones de las mismas. Cuando las infecciónes ocurren, se usan los antibióticos apropiados para tratar la misma.
La cirugía esta reservada a casos especialmente severos.

## Prevalencia
Esta condición es más prevalente entre los hombres adultos, más específicamente entre los 20 y 50 años de edad.
Alrededor de 360 casos han sido descritos oficialmente en la literatura médica.
Se cree que el 1% a 4.5% de la población sufrira de los síntomas del trastorno.

## Historia
Esta condición fue descubierta en 1932 por Dr. Pierre-Louis-Mounier-Kuhn.

## Epónimo
El nombre sindrómico (Mounier-Kuhn) de la condición se basa del doctor que lo descubrió (Pierre-Louis-Mounier-Kuhn).
Su nombre clínico (traqueobroncomegalia) fue hecho en 1962 por Katz et al. derivado de la dilatación traqueobroncolica característica de este síndrome.